# CoCo Vandeweghe
Colleen "CoCo" Vandeweghe (născută Colleen Mullarkey; n. 6 decembrie 1991, New York City, New York, SUA) este o jucătoare americană de tenis. Fostă campioană la juniori la US Open și top 10 jucătoare de simplu, ea a câștigat și două titluri WTA, ambele la Rosmalen Grass Court Championships. În 2017, ea a ajuns în două semifinale de Grand Slam și în finala WTA Elite Trophy intrând pentru prima dată în top 10. Cea mai bună clasare a sa la simplu este locul 9 mondial, la 15 ianuarie 2018. Pe lângă cele două semifinale de Grand Slam din 2017 la Australian Open și US Open, Vandeweghe a ajuns de două ori în sferturile de finală la Wimbledon, atât în 2015, cât și 2017. Vandeweghe deține și un titlu de Grand Slam la dublu, pe care l-a câștigat la US Open 2018 alături de partenera ei, Ashleigh Barty.
În ciuda faptului că este predominant jucătoare de simplu, excelează și la dublu. În 2016, ea s-a asociat cu Martina Hingis în cea de-a doua jumătăți a sezonului și a ajuns în semifinalele US Open, o performanță care a ridicat-o pe locul 18 în lume. În 2018, Vandeweghe a câștigat primul ei titlu de Grand Slam, alături de Ashleigh Barty la US Open. Mai târziu, ele au ajuns în semifinale la finala WTA din 2018, ridicând-o pe Vandeweghe pe locul 14 mondial la dublu, cea mai înaltă poziție a carieree sale. Ea este, de asemenea, finalistă de două ori de Grand Slam la dublu mixt, ajungând în finala la Australian Open 2016 cu Horia Tecău și US Open 2016 cu compatriotul Rajeev Ram. Performanța lui Vandeweghe, atât la simplu, cât și la dublu, a ajutat-o să câștige toate cele opt competiții ale Fed Cup în 2017 conducînd echipa SUA la primul său campionat Fed Cup din 2000. Suprafața pe care joacă cel mai bine este iarba.